# كولبران (كولورادو)
كولبران (بالإنجليزية: Collbran)‏ هي بلدة تقع في مقاطعة ميسا، كولورادو بولاية كولورادو في الولايات المتحدة. تبلغ مساحتها 1.3 (كم²)، وترتفع عن سطح البحر 1824 م، بلغ عدد سكانها 708 نسمة في عام 2010 حسب إحصاء مكتب تعداد الولايات المتحدة .

## وصلات خارجية
- The US50 - Cities and Towns in Colorado State
- Colorado Cities and Towns, Facts, Map, Flag, Colleges, Government, and More